# Чидрашвили, Вахтанг
Вахтанг Чидрашвили (род. 18 июня 1991) — грузинский самбист и дзюдоист, призёр чемпионата Грузии по дзюдо, бронзовый призёр Европейских игр 2015 года в Баку, чемпион и призёр чемпионатов Европы и мира по самбо.

## Спортивные результаты
- Чемпионат Грузии по дзюдо 2012 года — ;
- Чемпионат Грузии по самбо 2018 года — ;
- Чемпионат Грузии по самбо 2021 года — ;

## Достижения
Самым титулованным грузинским самбистом по состоянию на 2013 год был Джондо Музашвили — трижды чемпион мира, призёр чемпионата мира, чемпион Европы и трижды призёр чемпионатов континента. После того, как Чидрашвили в 2016 году в четвёртый раз победил на чемпионате мира, звание самого титулованного самбиста Грузии перешло к нему.

## Дисквалификация
На чемпионате Европы по самбо 2017 года в Минске в схватке с белорусским борцом Чидрашвили из-за несогласия с решением судьи бросил бутылку на судейский стол. По решению заседания исполкома Международной федерации самбо, который прошёл в Москве, Чидрашвили был дисквалифицирован на полгода. По словам президента федерации Василия Шестакова, это минимально возможное наказание за такой поступок. Из-за дисквалификации борец пропустил чемпионат мира 2017 года в Сочи.